# Jamie Hoffmann
Jamie Richard Hoffmann (né le 20 août 1984 à New Ulm, Minnesota, États-Unis) est un voltigeur de baseball évoluant dans la Ligue majeure. Il est présentement agent libre.

## Carrière
Jamie Hoffmann débute dans les majeures le 22 mai 2009 avec les Dodgers de Los Angeles. Son premier coup sûr en carrière est un circuit de trois points contre le lanceur Matt Palmer, des Angels, dans le match du 24 mai où Hoffman produit quatre points.
Il dispute 14 parties avec les Dodgers en 2009 avant de retourner aux mineures après avoir affiché une moyenne au bâton de ,182 avec un circuit et sept points produits. Il passe la saison 2010 avec le club-école d'Albuquerque, où il frappe pour une excellente moyenne de ,310 avec 74 points produits. Il apparaît dans seulement deux matchs des Dodgers en 2011.
Le 5 décembre 2011, Hoffman est réclamé au ballottage par les Rockies du Colorado. Incapable de gagner un poste avec l'équipe durant l'entraînement de printemps, il devient agent libre le 19 mars 2012.